# Gerson Monteiro
Valter Gerson Correia da Rocha Monteiro (Benguela, 12 luglio 1973) è un ex cestista angolano.
Alto 190 cm per 90 kg, giocava come ala o guardia tiratrice.

## Carriera
Nella sua carriera ha giocato dal 1993 al 2003 nel campionato portoghese, con Ovarense, Oliveirense e Barreirense. Successivamente ha tentato di entrare nell'NBA, ma dopo un provino estivo con i San Antonio Spurs è dovuto rientrare in Angola. Lì è stato messo sotto contratto da Petróleos Luanda prima e Primeiro de Agosto poi.
Inoltre è stato selezionato per la nazionale angolana, con cui ha preso parte alle Olimpiadi 2004 e ai Mondiali 2002 e 2006. Ha vinto il torneo cestistico agli All-Africa Games nel 2007.